# Hans Plangger
Hans Plangger (Lasa, 1899 – Bolzano, 1971) è stato uno scultore italiano.
Sudtirolese, nacque nell'allora Impero austro-ungarico, divenendo cittadino italiano dopo l'annessione prevista dal Trattato di Saint-Germain-en-Laye.
Negli anni '30 e '40 partecipa prima alle Biennali d'arte del Sindacato fascista a Bolzano (1938) e poi alle Gau-Kunstausstellungen naziste di Innsbruck (1941-42) nonché alla Große Deutsche Kunstausstellung di Monaco di Baviera (dal 1940 al 1943).
Nel 1954 sposò la pittrice, disegnatrice e xilografa tedesca Lieselotte Plangger-Popp.
Tra le sue opere più note, i cavalli bronzei che si trovano a Bolzano lungo le passeggiate che costeggiano il Talvera, il monumento ai caduti di Nalles, ed alcune fontane ad Innsbruck (Mädchen mit Krug del 1951, Mädchen mit Storch del 1957,, e Salige-Fräulein-Brunnen, commissionata nel 1944 ma realizzata solo nel 1958)